# Lago Hinterstockensee
O Lago Hinterstockensee É um lago localizado no município de Erlenbach im Simmental no cantão de Berna na Suíça. Este lago está localizado a uma altitude de 1592 m.